# Rami Mehmed Paixà
Rami Mehmed Paixà (Istanbul, 1655/1656 - Rodes, març de 1707) fou un poeta i gran visir otomà (1703). Va deixar 1.400 poesies de mèrit; un diwan complet fou publicat pòstumament (1897) amb obres d'un gendre anomenat Salim.
Després de completar la seva educació, inicià la seva carrera burocràtica al servei de la cort; va ocupar alguns càrrecs i el 1684 fou nomenat kapudan paixà. Va participar en algunes campanyes, com la de Quios, i feu el pelegrinatge a la Meca; des de 1690 va treballar com a assistent a l'oficina del reisülküttap (un càrrec equivalent al de ministre d'afers exteriors) i el 1696 va ser promogut al mateix càrrec de reisülküttap, des d'on negociaria, tres anys més tard, el Tractat de Karlowitz, mitjançant el qual es posava punt final a deu anys de guerra i a l'expansionisme otomà. El 1703 fou nomenat kubbe weziri i el dia 24 de gener de 1703 fou designat com a gran visir en el lloc de Daltaban Mustafà Paixà.
Va reformar l'administració civil i va tenir importants encerts: va limitar les càrregues de les fortaleses de frontera, va aixecar milícies contra els àrabs rebels, va garantir el pagament dels sous a les tropes, va fer aqüeductes, va restaurar mesquites, va millorar la seguretat de les caravanes, va sedentaritzar a algunes tribus de turcmans, i va fer fabricar teixits que abans s'importaven.
La revolta d'Istanbul iniciada amb la proclamació de Mustafà II, es va acabar al cap de quatre setmanes amb la seva deposició el 22 d'agost de 1703. Per un moment va caure en desgràcia, però ràpidament va tornar al favor de la cort i fou nomenat governador de Xipre (desembre de 1703-octubre de 1704), i després d'Egipte (octubre de 1704-setembre de 1706) però el seu govern va tenir problemes i fou revocat i enviat en exili a l'illa de Rodes on va morir el març de 1707 a causa de les tortures que se li van aplicar.